# 암트랙 캘리포니아
암트랙 캘리포니아(영어: Amtrak California, 이하 줄여서 CDTX)는 미국 캘리포니아주 지역에 여객 철도 운송업을 하는 준공영 기업이다. 1976년에 설립되었으며 1971년에 암트랙의 설립을 계기로 캘리포니아주가 암트랙에 재정 지원을 재공하기 위해 회사를 설립했다. 회사본부는 새크라멘토에 있다.
2015년 기준으로 운행하고 있는 노선은 캐피톨 코리더, 샌와킨스, 퍼시픽 서프라이너가 운행하고 있다.

## 역사
1976년에 캘리포니아주에서 교통 환경을 개선하기 위해 암트랙에 재정적 지원을 요청했고 지원 대상 노선의 관리를 위해 캘리포니아주 교통국이 철도부를 마련했다. 1991년 캘리포니아주가 철도 정비에 중점을 두면서 30억 달러의 예산을 통해 새로운 기관차와 객차를 도입한데 이어 노선 확충과 동시에 캐피톨 코리더를 운행하기 시작했다. 그와 동시에 암트랙 차량과 다른 도장을 적용하게 되었다. 이후 철도 분야에 관한 지속적인 지원을 하고 있다.

## 사진

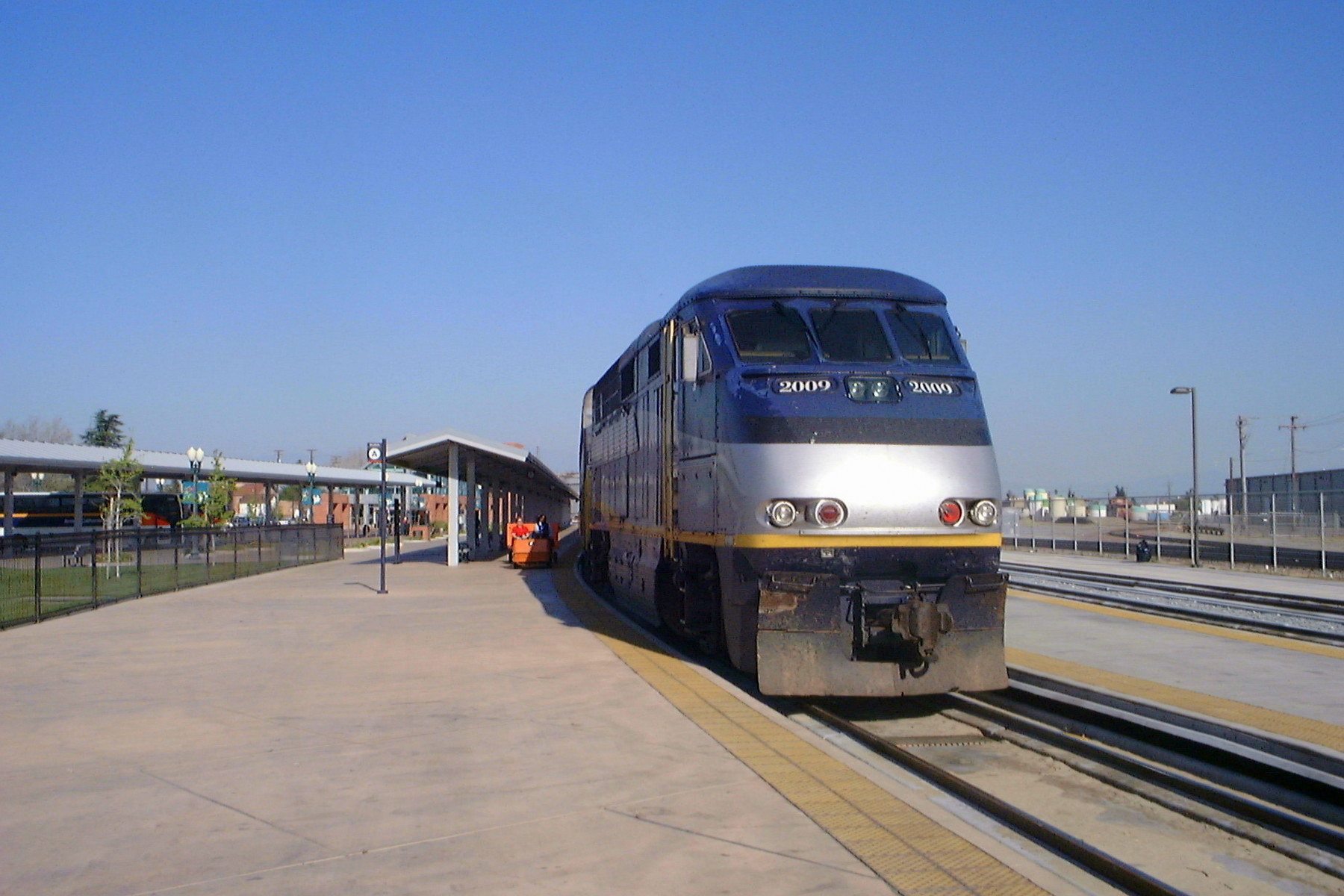
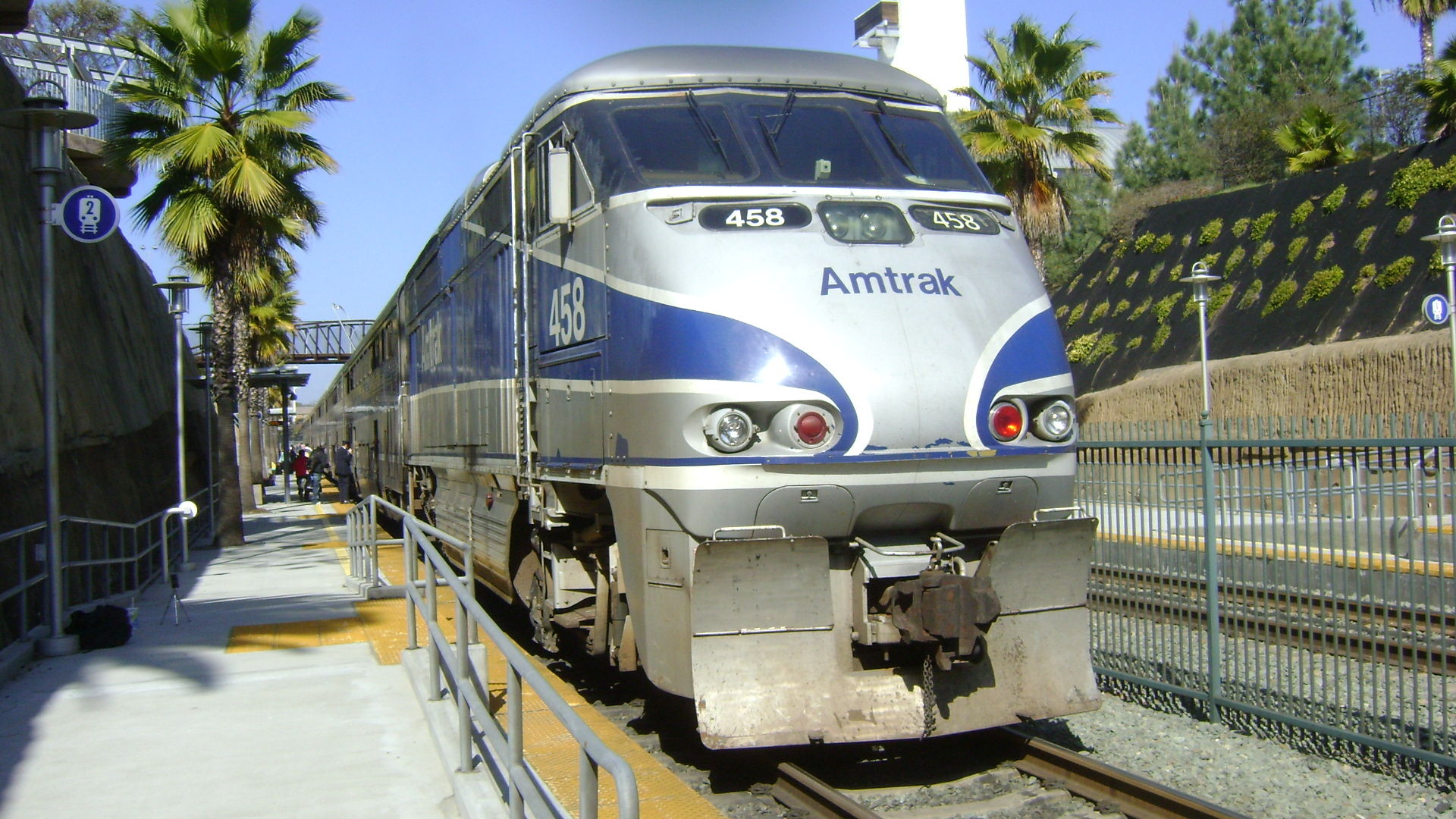
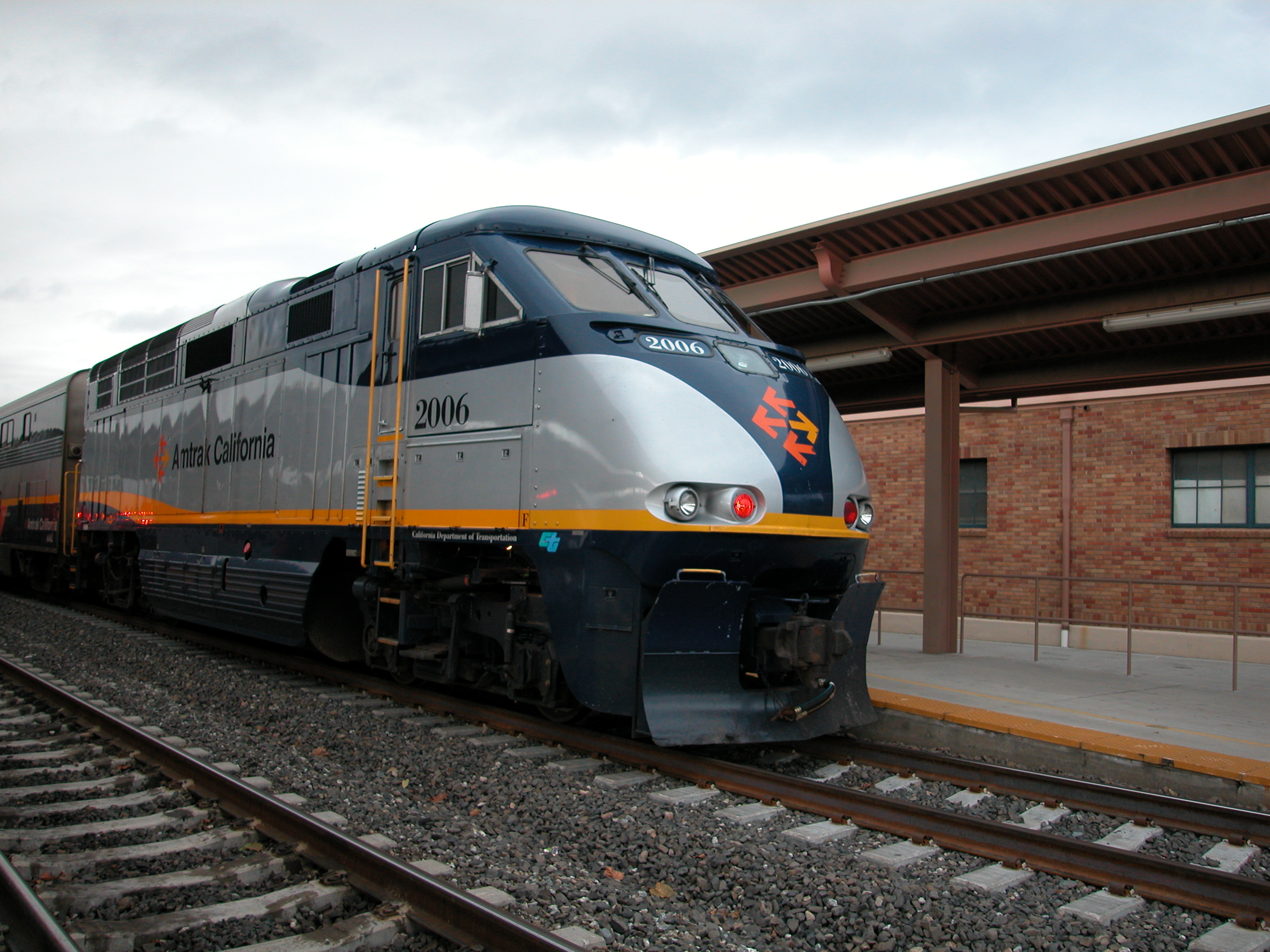
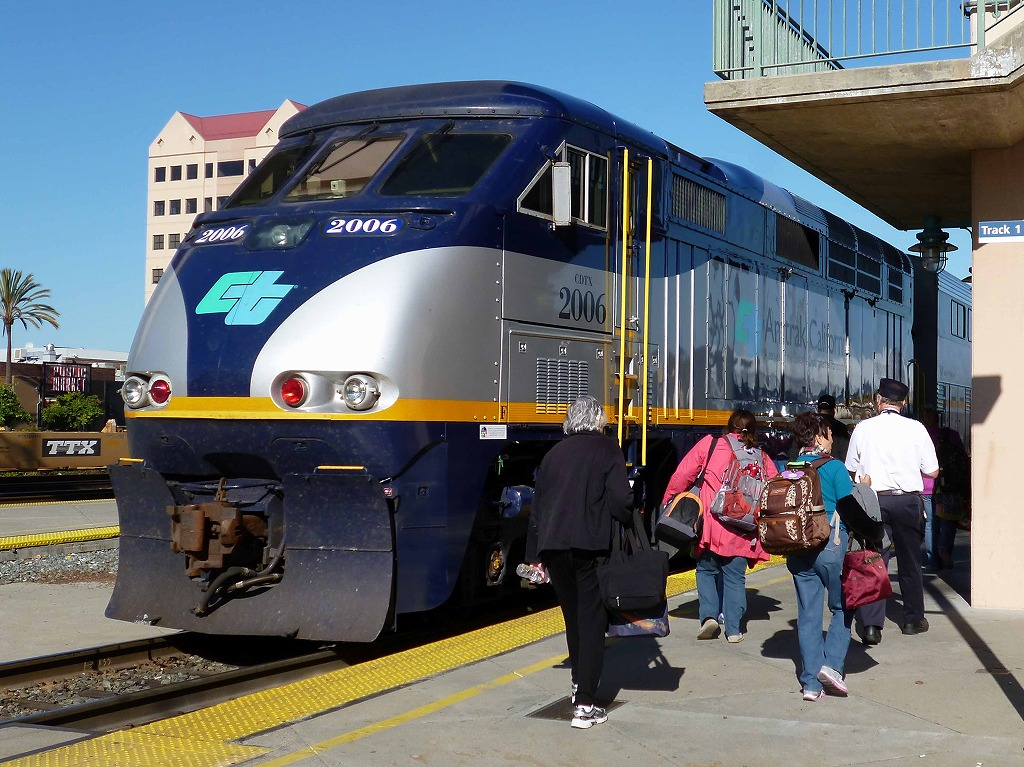
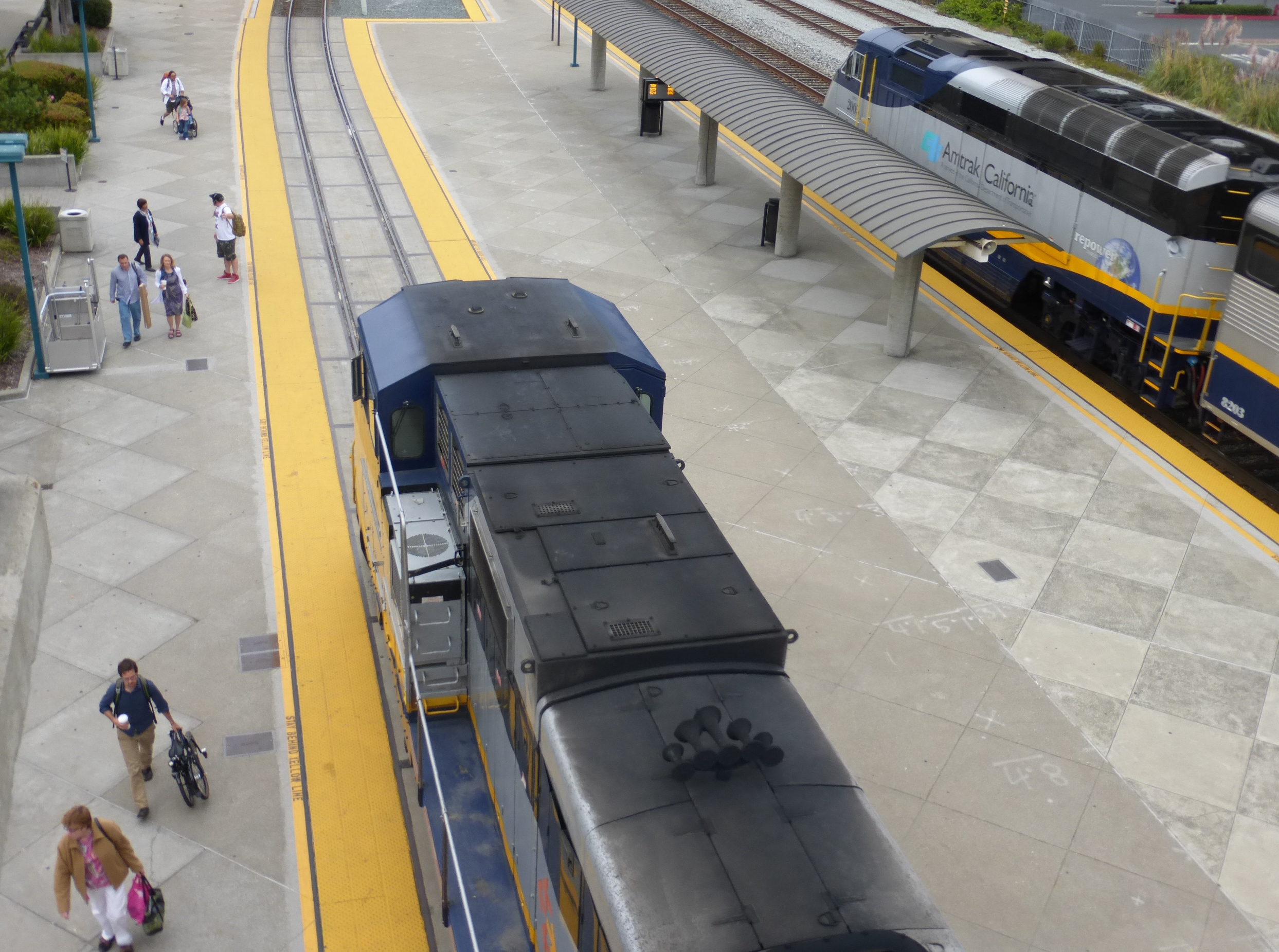
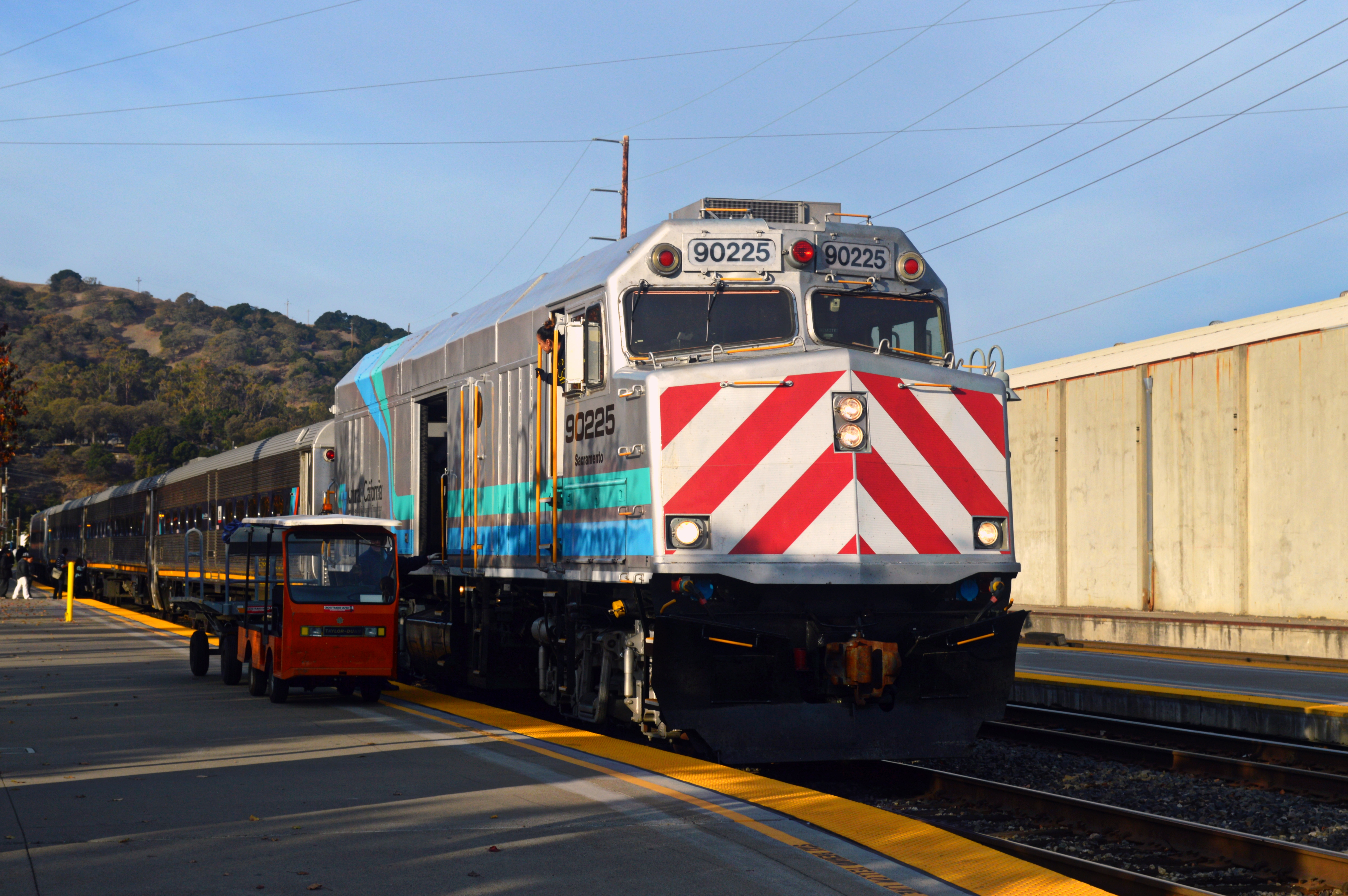

## 운행 노선
- 캐피톨 코리더
- 샌와킨스
- 퍼시픽 서프라이너

## 같이 보기
- 암트랙